# Twisteden

Hissflagge der ehemaligen Gemeinde Twisteden

Twisteden ist ein Ortsteil der Wallfahrtsstadt Kevelaer, Kreis Kleve, in Nordrhein-Westfalen. Der Name Twisteden leitet sich vermutlich aus dem niederländischen „tussen twee steden“ (zwischen zwei Städten) ab. Ein zweiter möglicher Namensursprung könnte sich aus den Worten „twee steden“ ableiten. In diesem Sinne wird vermutet, dass die Ortschaft Twisteden dereinst aus zwei Bauernhöfen entstanden ist. Im Ort treffen sich die beiden Kreisstraßen 17 und 36. Twisteden liegt südwestlich des Hauptortes.

## Geschichte
Twisteden wurde erstmals 1342 in einer Landmeisterrechnung erwähnt. 1471 wurde anstelle der ehemaligen Kapelle die Pfarrkirche St. Quirinus errichtet. Sie gehörte bis ins 16. Jahrhundert zur Pfarre Walbeck. 1763 wurden im Dorf 52 Höfe gezählt. Zu Beginn des 19. Jahrhunderts wurde in der Gemarkung eine Bockwindmühle erbaut. Sie brannte 1860 ab und wurde durch eine Windmühle aus Stein ersetzt. 1919 gab es bereits 115 Häuser in Twisteden. Eine neue und damit auch größere Kirche wurde 1925 eingeweiht. Die alte Kirche dient heute als Friedhofskapelle.

### Wappen und Flagge
| Wappen der ehemaligen Gemeinde Twisteden, Kreis Geldern | Blasonierung: „Geteilt in Gold (Gelb) und Blau, im oberen gelben (goldenen) Feld fünf blaue im Verhältnis 3:2 und im unteren blauen Feld 3 (goldene) gelbe Kugeln im Verhältnis 2:1 und auf der Teilungslinie eine Kugel in wechselseitiger Farbe.“ |
| Wappen der ehemaligen Gemeinde Twisteden, Kreis Geldern | Wappenbegründung: Das von Walther Bergmann entworfene Wappen wurde am 25. August 1967 vom nordrhein-westfälischen Innenminister genehmigt. Die neun Kugeln sind die Zeichen des heiligen Quirinus, des Schutzpatrons von Twisteden. Die Experten haben sich bereits darüber gestritten, wie der Heilige zu diesen Symbolen gelangt ist. Die derzeitig gültige These lautet: um 1500 gehörte Twisteden zum Besitz eines Neusser Klosters. Dort verehrte man den römischen Tribun und Heiligen Quirinus. Hissflagge: „Die Hissflagge ist eine Wappenflagge und zeigt Gelb-Blau quergestreift die Symbole des Wappens ohne Schild.“ |

### Gebietsreform
Am 1. Juli 1969 wurde Twisteden durch das 1. kommunale Neugliederungsprogramm in Nordrhein-Westfalen zusammen mit den  Gemeinden Kleinkevelaer und Wetten des Amtes Kevelaer sowie den Gemeinden Kervendonk, Kervenheim und Winnekendonk des Amtes Kervenheim der Stadt Kevelaer angeschlossen.
Am 1. Januar 1975 wurde im Zuge des 2. Neugliederungsprogramms in Nordrhein-Westfalen der Altkreis Kleve mit dem ehemaligen Kreis Geldern und Teilgebieten der Kreise Moers und Rees zum neuen niederrheinischen Großkreis Kleve zusammengefügt.

## Kultur und Freizeit
Die größten Vereine des Dorfes sind der Sportverein DJK Twisteden und der Musikverein Eintracht Twisteden. In Twisteden wird in einem 2-Jahres-Rhythmus eines der größten Freilichttheater der Region aufgeführt. Unter den Geschichten Karl-Mays führen aktuelle und ehemalige Betreuer des Ferienlagers der DJK Twisteden regelmäßig Winnetou-Stücke vor vierstelligen Besucherzahlen auf der eigens angelegten Bühne vor.
Am Ortsrand von Twisteden befindet sich die Bauernhofoase Irrland, ein großer Familien- und Erlebnispark vor allem für Kinder und Jugendliche, der 1999 mit einem Maislabyrinth als Nebenerwerb eines Bauernhofes gegründet wurde und in den Folgejahren auf eine Größe von 300.000 m² mit zahlreichen Attraktionen erweitert wurde.
Beim Bundeswettbewerb Unser Dorf hat Zukunft erhielt Twisteden 1989 eine Bronzemedaille.

## Bildung
In Twisteden befindet sich die eigenständige St.Franziskus Grundschule. Des Weiteren befindet sich im Dorf der katholische St.Quirinus Kindergarten. Darüber hinaus betreibt die örtliche Pfarrgemeinde eine ehrenamtlich geführte Bücherei.